# Elkana (postać biblijna)
Elkana – postać biblijna ze Starego Testamentu, mąż Peninny i Anny, ojciec Samuela.
Był Efraimitą, synem Jerochama. Co roku podróżował do Szilo w celu składania ofiar. Początkowo miał dzieci tylko z Peninną. Po modlitwach Anny urodziła mu ona Samuela, później zaś jeszcze kolejnych trzech synów i dwie córki.
Występuje w pierwszych dwóch rozdziałach 1 Księgi Samuela, wspomina też o nim 1 Krn 6.